# 指出毬亜と河野ひよりの「り」系ラジオ
『指出毬亜と河野ひよりの「り」系ラジオ』（さしでまりあとこうのひよりの りけいラジオ）は、2017年11月13日よりニコニコ生放送（ボイスガレッジチャンネル）で配信されているインターネットラジオ番組。

## 番組概要
名前に「り」が付く2人が「り」を番組テーマに、「リリ」カルな「リ」ラクゼーションタイムを「リ」ズミカルに「リ」スナーに、「り（理）」屈抜きに楽しくお届けする番組。

## 配信時間
毎月第2第4火曜 22:00～
第0回は映像付きの生放送形式で配信された。第4回からは伊達朱里紗・本泉莉奈のMIXボイスガレッジと同じ番組枠内で配信されるようになった。
毎回、番組終了後にはおまけ動画が配信されている。

## パーソナリティ
- 指出毬亜
- 河野ひより

## コーナー

### 本編
普通のおたよ「り」
指出、河野に聞きたいことなどを募集するコーナー。
リラクゼーションの「り」
リスナーから癒されること・ものについてのお便りを募集するコーナー。
フリートークの「り」
突然始まったフリートークコーナー。

### おまけ
リクエストの「り」
指出、河野に演じてほしい役柄を募集するコーナー。
理解不能の「り」
リスナーから募集した単語の意味を指出、河野が答えるコーナー。

## ゲスト
- 第4回 - 早瀬莉花[6]
- 第6回 - 永野愛理[7]
- 第7回 - 奥野香耶[8]